# Hermione Baddeley

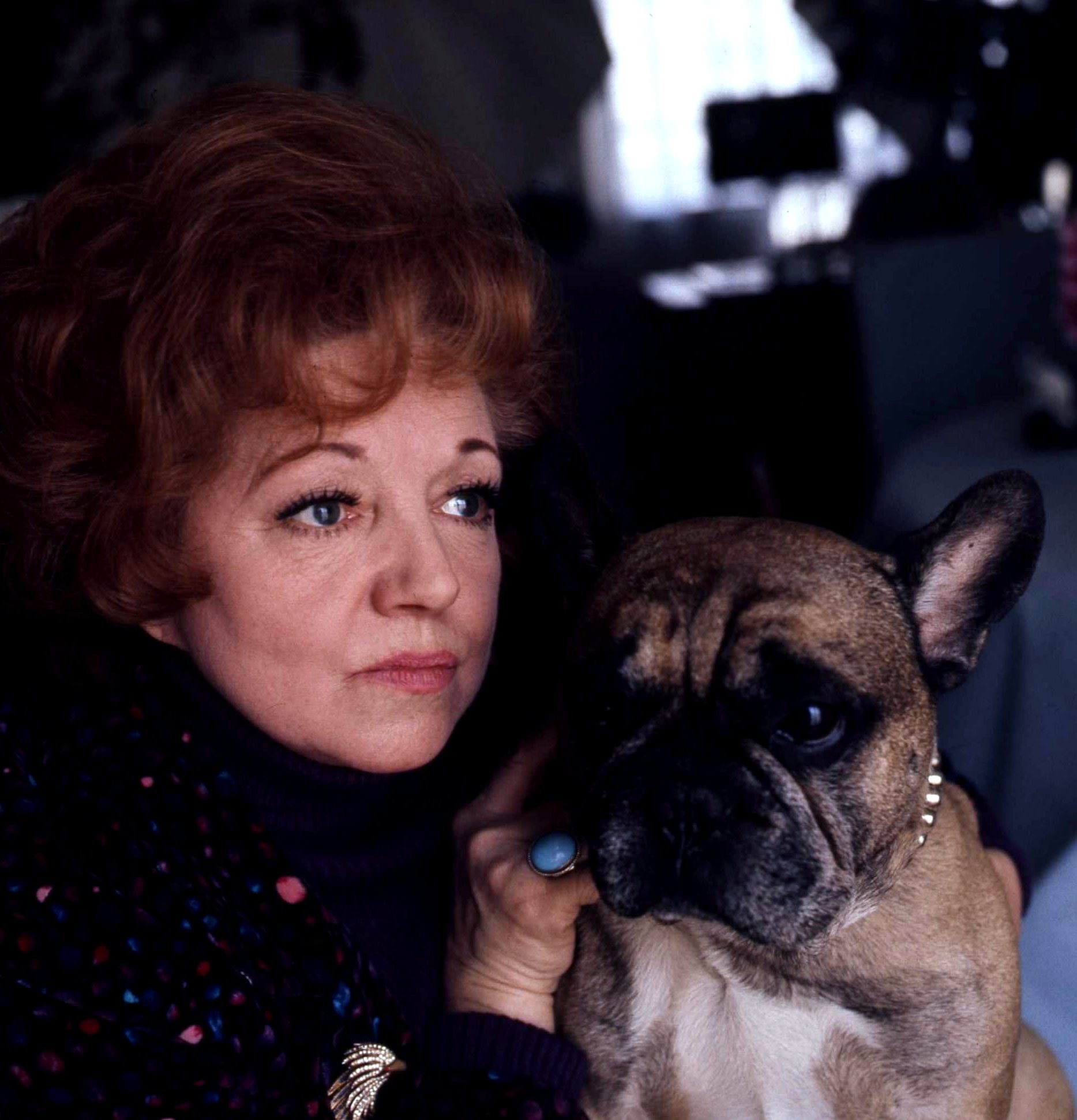
Hermione Baddeley (1978)

Hermione Youlanda Ruby Clinton-Baddeley (* 13. November 1906 in Broseley, Grafschaft Shropshire, England; † 19. August 1986 in Los Angeles, USA) war eine britische Schauspielerin. Ihre Schwester war die Schauspielerin Angela Baddeley. Beide stammen in direkter Linie von dem britischen General Henry Clinton ab.

## Karriere
Ihr Bühnendebüt hatte Hermione Baddeley bereits als Kind 1918. Seit Mitte der 1920er Jahre war sie an verschiedenen Komödien- und Revuetheatern in London engagiert. Von 1927 an trat sie auch in Stummfilmen, ab 1930 in Tonfilmen auf. Ihren ersten großen Erfolg in einer Filmhauptrolle konnte sie 1947 mit dem englischen Spielfilm Brighton Rock (mit Richard Attenborough) verbuchen. Für ihre Darstellung der „Elspeth“ in Der Weg nach oben (1959) wurde sie 1960 für den Oscar als beste Nebendarstellerin nominiert, den dann allerdings Shelley Winters erhielt.
Ab 1960 lebte und arbeitete Baddeley überwiegend in den USA. Hier spielte sie bedeutende Rollen unter anderem in den Filmen Mitternachtsspitzen (1960), Mary Poppins (1964) und Dreimal nach Mexiko (1965). Auch als Sprecherin in Zeichentrickfilmen war sie tätig, so etwa in Aristocats (1970). Auf ausdrücklichen Wunsch von Tennessee Williams übernahm Hermione Baddeley die weibliche Hauptrolle der „Flora Goforth“ bei der Uraufführung seines Stücks The Milk Train Doesn't Stop Here Anymore 1963 am Broadway. Das brachte ihr eine Nominierung für den Tony Award als beste Hauptdarstellerin ein; sie unterlag jedoch Uta Hagen.
Anders als ihre Schwester Angela lehnte es Hermione Baddeley lange ab, in Fernsehserien mitzuspielen. Produzent Norman Lear konnte sie 1974 überreden, in der Sitcom Maude aufzutreten, wo sie bis 1977 in mehreren Folgen mitwirkte. 1976 erhielt sie dafür den Golden Globe Award als beste Nebendarstellerin im Bereich Serie, Miniserie oder TV-Film. Von 1977 bis 1979 trat sie in einer Nebenrolle in der TV-Serie Unsere kleine Farm auf.
1984 veröffentlichte Baddeley ihre Autobiographie The Unsinkable Hermione Baddeley. Der Titel spielt auf den Film The Unsinkable Molly Brown (1964) an, in dem sie die Rolle der „Buttercup Grogan“ gespielt hatte. Ihre letzten Auftritte hatte sie 1985 in einigen Folgen der US-Fernsehserie Shadow Chasers. 1986 starb Hermione Baddeley im Alter von 79 Jahren in ihrer Wahlheimat Los Angeles an den Folgen eines Schlaganfalls.
Hermione Baddeley war zweimal verheiratet, aus erster Ehe hatte sie zwei Kinder. Anfang bis Mitte der 1950er Jahre war sie mit dem mehr als 20 Jahre jüngeren Schauspieler Laurence Harvey liiert.

## Filmografie (Auswahl)
- 1927: A Daughter in Revolt
- 1941: Kipps – Roman eines einfachen Menschen (Kipps)
- 1947: Die Flucht vor Scotland Yard (It Always Rains on Sunday)
- 1947: Brighton Rock
- 1948: Quartett (Quartet)
- 1949: Blockade in London (Passport to Pimlico)
- 1951: Eine Weihnachtsgeschichte (Scrooge)
- 1952: Mr. Pickwick (The Pickwick Papers)
- 1953: Mörder unter weißer Maske (Counterspy)
- 1954: Die Schönen von St. Trinians (The Belles of St. Trinian’s)
- 1958: Der Weg nach oben (Room at the Top)
- 1959: Der Tod hat Verspätung (Jet Storm)
- 1960: Mitternachtsspitzen (Midnight Lace)
- 1961: Geheimauftrag für John Drake (Danger Man; Fernsehserie, 1 Folge)
- 1964: Mary Poppins
- 1965: Dreimal nach Mexiko (Marriage on the Rocks)
- 1965: Bitte nicht stören! (Do Not Disturb)
- 1967: Verliebt in eine Hexe (I Married a Witch; Fernsehserie, 1 Folge)
- 1967: Der glücklichste Millionär (The Happiest Millionaire)
- 1968: Batman (Fernsehserie, 3 Folgen)
- 1970: Aristocats (The Aristocats; Stimme)
- 1971–1972: Ein herrliches Leben (The Good Life; Fernsehserie, 15 Folgen)
- 1974: Die schwarze Windmühle (The Black Windmill)
- 1974–1977: Maude (Fernsehserie, 45 Folgen)
- 1977–1979: Unsere kleine Farm (Little House on the Prairie; Fernsehserie, 3 Folgen)
- 1977: Love Boat (Fernsehserie, 1 Folge)
- 1980: Daddy dreht durch (There Goes the Bride)
- 1982: Mrs. Brisby und das Geheimnis von NIMH (The Secret of NIMH; Stimme)
- 1984: Magnum (Fernsehserie, Folge Mord auf der Bühne)
- 1985: Shadow Chasers (Fernsehserie, 3 Folgen)